# Demetrio di Guria
Demetrio di Guria, detto anche Demetrio Gurieli (in georgiano დემეტრე გურიელი?), noto anche come Demetrio d'Imerezia (Ozurgeti, ... – Kutaisi, 1668), è stato principe di Gurieli dal 1658 al 1668 e re d'Imerezia dal 1663 al 1664. Il suo governo sul principato di Guria e sul regno d'Imerezia fu il frutto di un colpo di stato compiuto nel corso di una caotica guerra civile che interesso la Georgia occidentale di quegli anni. La carriera reale di Demetrio in Imerezia terminò con la sua deposizione ed accecamento.

## Biografia
Demetrio era membro dei Gurieli, una famiglia di principi regnanti della Guria, anche se ad ogni modo la sua parentela non è indicata precisamente in nessuno dei documenti giunti fino ai nostri giorni. Demetrio pare sia stato figlio di Simone I Gurieli, un patricida, che venne deposto ed accecato nel 1626. Demetrio emerse dall'oscurità della storia nel 1658, quando venne installato a Guria da re Alessandro III d'Imerezia al posto di un suo parente, Kaikhosro I Gurieli, che il re aveva deposto e costretto all'esilio ad Istanbul. Formalmente monaco ortodosso, Demetrio accettò la nuova carica a patto di poter donare la chiesa del Redentore che venne costruita ad Aketi e che questa potesse essere elevata a metochion, ovvero sede patriarcale della cattedrale di Bichvinta. Nel 1660, Kaikhosro, col supporto ottomano, fece ritorno in patria e costrinse Demetrio a lasciare l'Imerezia. Demetrio fu in grado di riprendere il suo controllo sul principato di Guria dove il principe Machutadze era stato fatto assassinare da Kaikhosro.
Nel conflitto con Kaikhosro, Demetrio si affidò a Vameq III Dadiani, l'ambizioso principe di Mingrelia e per breve tempo re d'Imerezia egli stesso, che si era unito a re Vakhtang V di Cartalia, il quale era intervenuto nella caotica guerra d'Imerezia nel 1661. Dopo una serie di colpi e controcolpi di stato, una parte dei nobili imereziani proclamò re Demetrio dopo l'abdicazione del figlio di Vakhtang V, Archil nel 1663. Il suo governo ebbe breve vita: il popolo lo catturò, lo accecò e lo espulse restaurando al trono Bagrat V. Secondo lo storico georgiano del XVIII secolo, Principe Vakhushti, Demetrio morì nel 1668, data dalla quale comunque scompare dagli annali della storia georgiana. Come principe di Guria, venne succeduto da Giorgio III Gurieli, figlio esiliato di Kaikhosro Gurieli